# Christian Holze
Christian Holze (* 1988 in Naumburg, Sachsen-Anhalt) ist ein deutscher Maler, Bildhauer und Installationskünstler.

## Leben und Werk
Holze wurde 1988 in Naumburg (Saale) geboren. Er studierte von 2011 bis 2019 Medienkunst an der Hochschule für Grafik und Buchkunst Leipzig in der Klasse von Christin Lahr und in der Klasse für Installation und Raum von Joachim Blank, wo er als Meisterschüler abschloss. Weitere Stationen seiner Ausbildung waren die Akademie der Bildenden Künste Wien (2015–2016) in der Klasse für Bildhauerei von Julian Göthe und Anne Speier sowie die Hochschule für bildende Künste Hamburg (2019–2020) in der Klasse für Malerei von Anselm Reyle.
Er wurde vor allem durch komplexe Installationen bekannt, in denen er verschiedene künstlerische Kategorien wie Skulptur, Malerei, Fotografie, Video und 3D-Grafiken digital und analog vereint. In seiner Arbeit thematisiert er die Aspekte Urheberschaft, Kommodifizierung und Kopie in der bildenden Kunst. Seine Werke entstehen häufig aus Bildmaterial, das im Kanon der Kunstgeschichte verankert und digital zugänglich ist. Holze nutzt 3D-Grafiksoftware zur Schaffung seiner Werke. Diese Technik erlaubt es ihm, umfangreiche Arbeitsprozesse zu simulieren und computergenerierte Zufallsergebnisse in seinen künstlerischen Prozess einzubinden.
Im Jahr 2022 erhielt Holze das Kaiserring-Stipendium für junge Kunst, das mit einer Einzelausstellung im Mönchehaus Museum Goslar in Deutschland verbunden war.

## Einzelausstellungen (Auswahl)
- 2023: Souvenir from Rome, G2 Kunsthalle, Leipzig[4]
- 2022: Time Sleep, Mönchehaus Museum, Goslar[5]